# Sornitz (Käbschütztal)

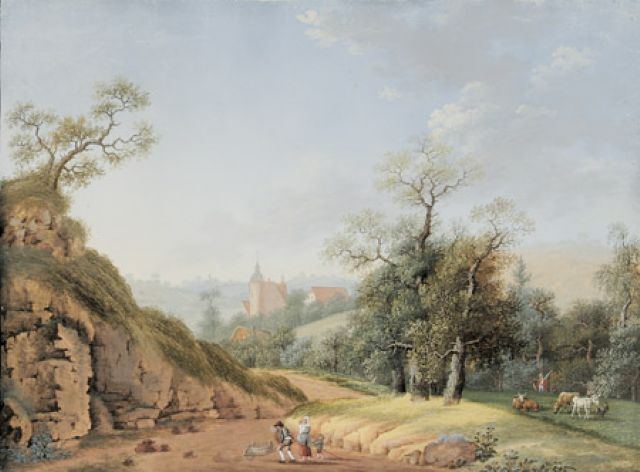
Johann Friedrich Nagel: Bauernfamilie auf einem breiten Weg nach Sornitz bei Meißen (1793)

Sornitz ist ein Ortsteil der sächsischen Gemeinde Käbschütztal im Landkreis Meißen.

## Geographie
Sornitz liegt im Randgebiet der Lommatzscher Pflege, ca. 6 Kilometer südöstlich von Lommatzsch und 8 Kilometer westlich der Kreisstadt Meißen. 

## Geschichte
Sornitz wurde erstmals 1334 unter dem Namen Surnewicz, altsorbisch für Mühlort, urkundlich erwähnt. Zu diesem Zeitpunkt gehörte es zum Amt Meißen, Supanie Soppen. Weitere Bezeichnungen für  den Ort waren Sornewicz (1368) und Sornicz (1551).
1696 fand ein amtssässiges Rittergut bei Sornitz zum ersten Mal Erwähnung. Sornitz unterstand damals dem Erbamt Meißen (1843 Amt Meißen, 1856 Gerichtsamt Meißen, ab 1875 Amtshauptmannschaft Meißen).
Ursprünglich gehörte das frühere Vorwerk in Sornitz zum Kloster St. Afra in Meißen. Später wurde der burggräfliche Vasall von Wildberg damit beliehen. Im 15. Jahrhundert übernahm die Familie von Nischwitz die Grundherrschaft. Mindestens seit 1476 war Sornitz im Besitz des Friedrich von Saalhausen, Vater des späteren Meißner Bischofs Johann VI. von Saalhausen. Die Familie von Saalhausen schuf um Sornitz einen Besitzkern, erwarb 1494 durch Tausch das Dorf Kaisitz und wurde 1491 mit dem Rittergut Schieritz belehnt.
Schon um 1550, als noch das Rittergut Deila die Grundherrschaft über Sornitz ausübte, wurde Schloss Sornitz renaissancetypisch umgebaut. Erst 1696 wurde das Rittergut Sornitz als amtssässiges und damit eigene Grundherrschaft ausübendes Rittergut erwähnt. Zwei Jahrhunderte später ging das Lehen zurück an den Landesherren und danach an die Herren von Wehlen. 1738 beschenkte Friedrich August II. von Sachsen seinen Günstling Ferdinand Gerhard von Wehlen mit der Fasaneriegerechtigkeit zum Rittergut Sornitz. Im 19. Jahrhundert übernahm die Familie von Zehmen das Gut. Im Laufe der Zeit wurde das Rittergut Sornitz zu Lasten von Bauernland erweitert und umfasste um 1900 etwa 80 ha Land. Die gesamte Sornitzer Dorfflur betrug etwa 92 ha Fläche. 
Am 1. November 1935 wurde die Landgemeinde Sornitz nach Planitz-Deila eingemeindet. Seit dem 1. Januar 1994 gehört der Ort zur Gemeinde Käbschütztal.

### Entwicklung der Einwohnerzahl
| Jahr | Einwohnerzahl                            |
| ---- | ---------------------------------------- |
| 1551 | 3 besessene Mann, 2 Gärtner, 16 Inwohner |
| 1764 | 14 Häusler                               |
| 1834 | 101                                      |
| 1871 | 106                                      |
| 1890 | 106                                      |
| 1910 | 115                                      |
| 1925 | 120                                      |

## Kulturdenkmale

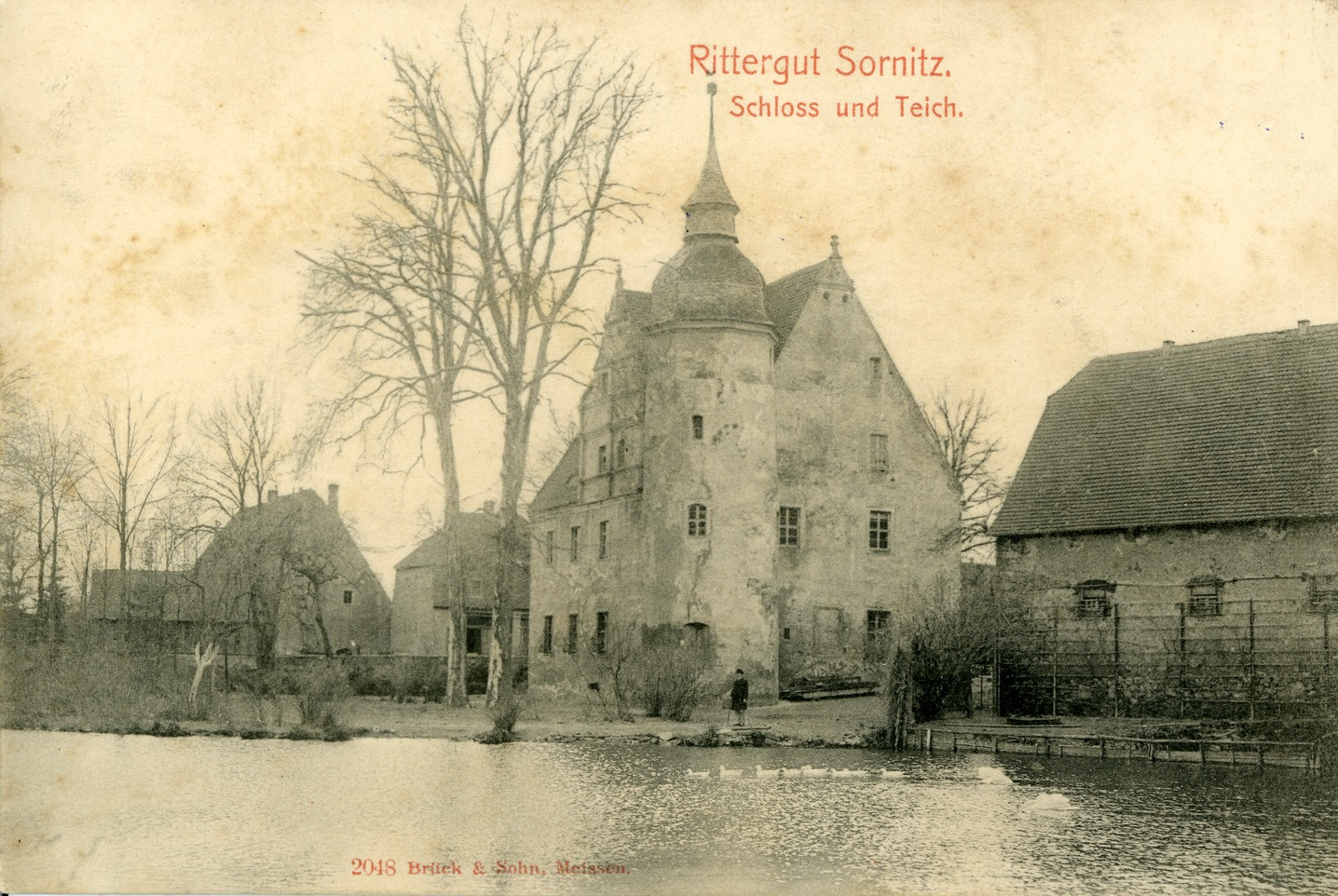
Schloss Sornitz (1901)

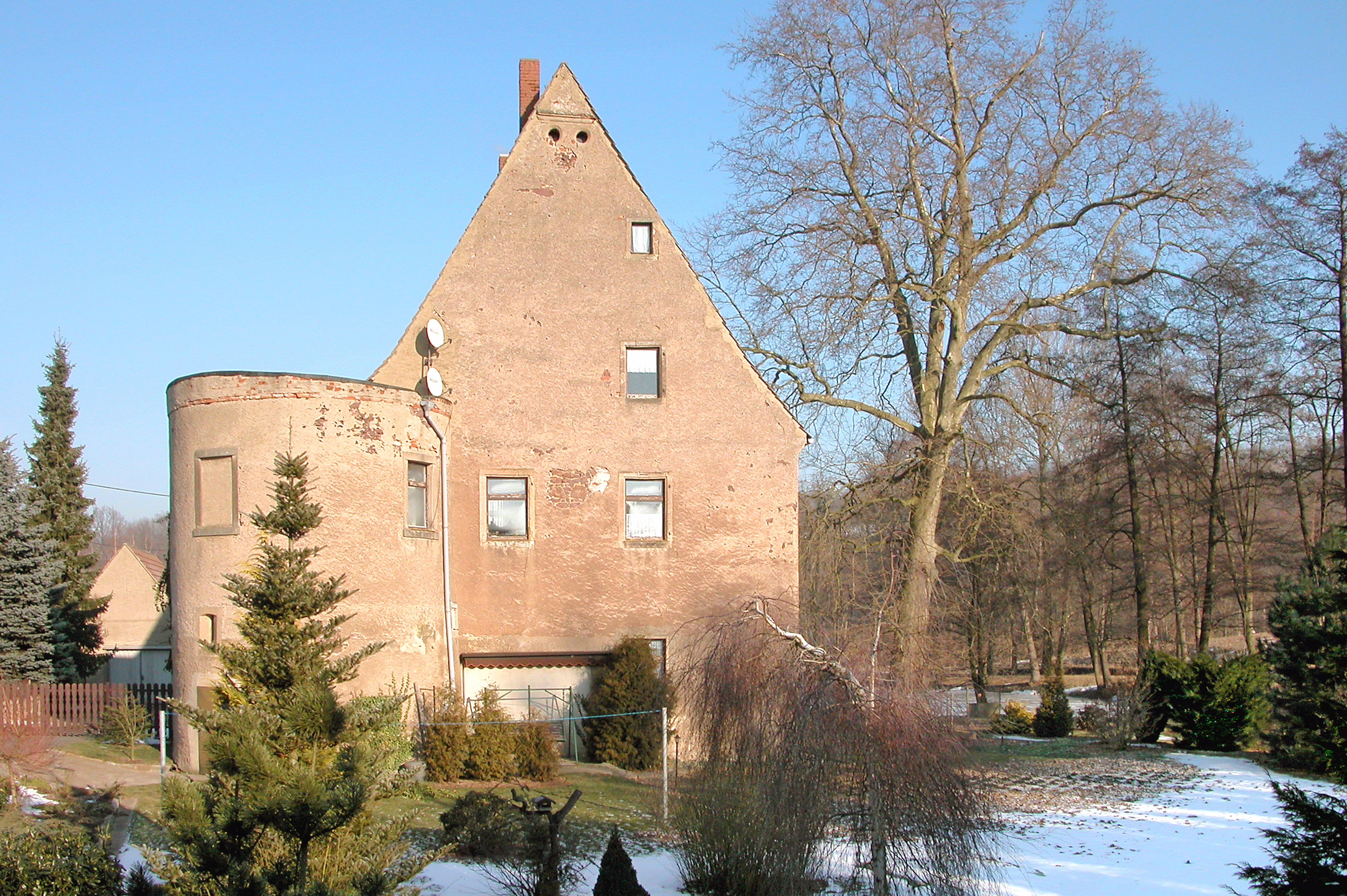
Schloss Sornitz (2006)

In Sornitz wurden vom Landesdenkmalamt drei Bauwerke in die Liste der Kulturdenkmale in Käbschütztal aufgenommen.
Das spätgotische Wasserschloss entstand um 1500. Bauherr war vermutlich Friedrich von Saahlhausen († nach 1485) oder sein Sohn Georg, der Bruder des Bischofs Johann VI von Saalhausen. Mit baulichen Veränderungen des 16. bis 18. Jahrhunderts bestand es bis 1945. Der Wassergraben des Wasserschlosses wurde später zugeschüttet, der Teich blieb erhalten. Das Gutshaus besaß früher an zwei Ecken diagonal zueinander je einen Rundturm. Im Zuge der Bodenreform in der Sowjetischen Besatzungszone wurden die Besitzer enteignet. Das Gebäude wurde zu einem Neubauernhof umgebaut und dabei erheblich verstümmelt, der Turm an der Nordwestecke wurde abgetragen, der Südostturm verlor seine Haube. Erhalten blieben im Erdgeschoss die Schwarzküche mit Kreuzgewölbe und die Hofstube mit Renaissance-Balkendecke, im Wehrturm das Kerkergewölbe, das säulengetragene Barocktreppenhaus sowie Details wie Eichentüren, Ofennischen, Stuckdecken, Einbauschränke und bis zu 1,20 m dickes Mauerwerk.
1741/1742 ließ Ferdinand Gerhard von Wehlen am Schloss barock umgestalten. Um 1900 war das Gut Zubehör der Herrschaft Baruth, die dem gräflichen, seit 1916 fürstlichen Zweig Lippe-Weißenfeld des (bis 1918 regierenden) Hauses Lippe gehörte.
Die Liste der Kulturdenkmale in Käbschütztal enthält außerdem zwei unter Denkmalschutz stehende Tagelöhnerhäuser in Sornitz, die 1800 bzw. 1860 als Unterkunft für Landarbeiter errichtet wurden.